# Żydówka z cytrynami
Żydówka z cytrynami (znany też pod tytułem Pomarańczarka) – obraz olejny polskiego malarza Aleksandra Gierymskiego z 1881 roku, znajdujący się w zbiorach Muzeum Śląskiego w Katowicach.
Obraz powstał w czasie pobytu Gierymskiego w Warszawie, w latach 1876–1888. Artysta związał się w tym czasie z grupą młodych literatów i krytyków, zgromadzonych wokół pozytywistycznego czasopisma „Wędrowiec” i podjął współpracę z Stanisławem Witkiewiczem oraz Antonim Sygietyńskim. Efektem tej współpracy był cykl realistycznych scen rodzajowych,  przedstawiających życie żydowskich mieszkańców Powiśla i innych ubogich dzielnic Warszawy. Powstały w tym czasie takie prace, jak Żydówka sprzedająca pomarańcze, Żydówka sprzedająca cytryny, Brama na Starym Mieście w Warszawie i kilka wersji Święta trąbek.

## Opis obrazu
Artysta przedstawił portret ubogiej żydowskiej handlarki, sprzedającej cytryny na ulicy. Jest to stara, odziana w łachmany kobieta, dźwigająca dwa kosze z owocami. Stoi zwrócona twarzą do widza, patrząc wprost w oczy przechodzących obok niej ludzi. Jest zmęczona życiem, a poorana zmarszczkami twarz wyraża smutek, zmęczenie i nadzieję na znalezienie nabywcy. Kolorystyka obrazu jest zimna, sugeruje późną porę roku, być może jest chłodny, jesienny poranek. Niewyraźne i przymglone tło potęguje wrażenie samotności, wyobcowania i zastygłego cierpienia, a realistycznie przedstawiona postać zamarła w beznadziejnym oczekiwaniu.

## Odniesienia
Żydówka z cytrynami pojawiła się na serii znaczków pocztowych pt. Malarstwo polskie,  wydanych w 1968 roku. Autorem projektu znaczka był Andrzej Heidrich.
Stylizowany wizerunek fragmentów obrazu znalazł się na monecie o nominale 20 zł, z serii Polscy Malarze XIX/XX w. poświęconej Aleksandrowi Gierymskiemu, wyemitowanej przez NBP w 2006 roku. Monetę wybito w Mennicy Polskiej SA w nakładzie 66 000 sztuk, a jej projektantką jest Roussanka Nowakowska.